# تاريخ البهائية
تأسست الديانة البهائية على يد بهاء الله في القرن 19 في بلاد فارس. نُفي بهاء الله من بلاد فارس إلى الأراضي التابعة للإمبراطورية العثمانية، وتوفي بينما كان لا يزال سجينًا فيها بشكلٍ رسميٍ. بعد وفاة بهاء الله، انتشر الدين البهائي تحت قيادة ابنه عبد البهاء عباس، وانطلق من جذوره الفارسية والعثمانية والعربية، واكتسب موطئ قدمٍ في مصر وأوروبا وأمريكا. توحّد معتنقوها في إيران، حيث يعاني أتباعها هناك، منذ ذلك الحين وحتى الآن، من الاضطهاد الشديد. بعد وفاة عبد البهاء عباس، انتقلت مسؤولية إدارة وهداية الجامعة البهائية إلى شوقي أفندي، حفيد عبد البهاء، حسب وصية عبد البهاء في كتابه «ألواح الوصايا». وبعد وفاة شوقي أفندي، دخلت إدارة الجامعة البهائية مرحلةً جديدةً، وتطورت من فردٍ واحدٍ إلى منظومةٍ إداريةٍ تحتوي على هيئاتٍ منتخبةٍ وأفرادٍ يتم تعيينهم، وعلى رأسهم بيت العدل الأعظم، وهو أعلى هيئة إدارية للدين البهائي، تقوم بإدارة شؤون الجامعة البهائية على النطاق العالمي. يوجد اليوم أكثر من سبعة ملايين معتنقٍ للديانة البهائية في العالم، يتوزعون في أكثر من 200 بلدًا وإقليمًا بنسبٍ متفاوتةٍ.

## الجذور والنشأة
تعود جذور البهائية إلى البابية، والتي نشأت في بلاد فارس، أثناء حكم السلطنة القاجارية الفارسية آنذاك، في منتصف القرن التاسع عشر (سنة 1260هـ/ 1844م). أما البهائية نفسها فأسّسها حسين علي النوري المعروف بلقب بهاء الله، وأعلن عن دعوته في حديقة النجيبية (المعروفة بحديقة الرضوان لدى البهائيين) بنواحي بغداد في أبريل 1863م، في النصف الثاني من القرن التاسع عشر. بعد ما يزيد عن عقدٍ من الزمان، وبعد إعدام الباب رميًا بالرصاص، أصبح أتباعه يؤمنون بـ بهاءالله الذي وعد الباب بقدومه في كتاباته بـ «مَن يُظهِرُهُ الله»، وأصبحوا يُعرفون بـ "البهائيين".
وضع بهاءالله نظامًا أساسيًا يُعرف باسم «العهد والميثاق»، لضمان وحدة الجامعة البهائية وحفظها من الانشقاق والانقسام بعد وفاته ومع مرور الوقت؛ فوضّح كيفية الاستمرار في عملية الهداية ومسألة الخلافة وجواز شرح وتفسير آثاره وكتاباته بتعليماتٍ مكتوبةٍ واضحةٍ لا لبس فيها. وبهذه الطريقة قام بهاء الله في وصيته المعروفة بـ «كتابُ عهدي» بتعيين عبد البهاء ليقوم بإدارة شؤون الجامعة البهائية، ثم عّين عبد البهاء في «ألواح الوصايا» حفيده شوقي أفندي من بعده، وأخيرًا تم انتخاب بيت العدل الأعظم الذي ذكره بهاءالله في «الكتاب الأقدس». وفقًا للنصوص والكتابات البهائية، فإن العهد والميثاق هو من أهم ما يميّز الدين البهائي، فمحور وحدة العالم البشري هو قوة العهد والميثاق. وقد حاول البعض خلال فتراتٍ مختلفةٍ إيجاد الانقسام في الجامعة البهائية وادعاء الخلافة، ولكن لم تجدِ جهودهم بنتيجةٍ، نظرًا لوجود وصيةٍ مكتوبةٍ ونصٍ صريحٍ لمن سيقوم بإدارة شؤون البهائيين في كل مرحلةٍ من تقدم الدين. وبالنسبة للبهائيين، لا يمثّل العهد والميثاق مجرّد اتفاقيةٍ مبرمةٍ ملزمةٍ، بل هي تلك القوة الروحية التي ستصون وحدة الجامعة البهائية في كل عهدٍ، إذ يُعدّ الأساس المتين الذي يقوم عليه تطوير الدين في المستقبل.

## علاقة البابية بالبهائية
يربط البهائيون بداية تاريخهم بوقت إعلان الدعوة البابية في مدينة شيراز، إيران سنة 1844م (1260هـ). كانت البابية قد تأسست على يد علي محمد الشيرازي الذي أعلن أنه الباب لـ «مَن يُظهِرُهُ الله»، وأنه هو المهدي المنتظر. وكان قد سبق ذلك فترةً قصيرةً نمت فيها حركاتٌ كانت تترقب مجيء الموعود الذي بشرت به الكتب السماوية وأحاديث الأنبياء. وكانت المدرسة الشيخية التي أسسها أحمد بن زين الدين الأحسائي إحدى تلك المدراس الفكرية التي أكّدت على وشك قدوم الموعود المنتظر. وجديرٌ بالذكر أن أول من آمن بالباب، وهو الملا حسين بشروئي، قد درس عند أحمد الأحسائي ثم عند كاظم الرشتي اللذان يعدان من أبرز رموز الشيخية.
وقد آمن بالباب بعد إيمان الملا حسين بشروئي أشخاصٌ آخرون بلغ عددهم 17 شخصًا، من ضمنهم امرأةً واحدةً تُعرف بالطاهرة، أو قرة العين. ومُنح هؤلاء الثمانية عشر شخصًا لقب «حروف الحي». ومن ضمن الذين أيّدوا دعوة الباب وكان لهم تأثيرٌ بالغٌ في تطورها هو حسين علي النوري الذي عُرف فيما بعد باسم بهاء الله، ونتيجةً لذلك، فان هناك ارتباطٌ تاريخيٌ بين البهائية والبابية.
وبعد أن شاع أمر البابية قامت السلطات الإيرانية، بإيعازٍ من رجال الدين، بتعذيب البابيين والقبض على الباب سنة 1847م وإيداعه السجن. وكانت إيران محكومةً آنذاك من قبل أسرة القاجار التركمانية. وظل أتباع الباب رغم حبسه يترددون عليه في السجن، وأخذوا يُظهرون إيمانهم به وبرسالته على عامة الناس. وازداد عدد أتباع الباب رغم حبسه وذلك نتيجةً لجهود أتباعه وقياداتهم. وأدى ذلك إلى ازدياد وطأة تعذيب البابيين، الذي دوّن تفاصيله العديد من المؤرخين الشرقيين والغربيين. وفي نهاية المطاف أُعدم الباب في مدينة تبريز سنة 1850م رميًا بالرصاص، أمام العامة.
واستمرت الحكومة الإيرانية آنذاك بعملية القمع ضد البابين وقياداتهم ومن ضمنهم بهاء الله، حيث حبست بهاء الله، وبعد ذلك نفته وأتباعه إلى العراق. وأقام بهاء الله في العراق عدة سنواتٍ قام خلالها بتدبير شؤون البابين ولمّ شملهم. وتشير المصادر البهائية أن بهاء الله أعلن دعوته للعديد من أتباعه في حديقة الرضوان في بغداد قبل نفيه منها. وبتحريضٍ من الحكومة القاجارية، نفت الحكومة العثمانية بهاء الله إلى إسطنبول، ثم إلى أدرنة، التابعتين للأراضي العثمانية آنذاك.
تثبت الوقائع التاريخية أنه في عام 1868م تم نقل بهاء الله وأتباعه إلى سجن قلعة عكا المشهور، الواقعة في فلسطين آنذاك، حيث تعرضوا إلى شتى أنواع العذاب والحرمان. واستمر بهاء الله بالإعلان أنه الموعود المنتظر. بالإضافة إلى كتاباته العديدة في تلك الفترة ومن أهمها «كتاب الاقدس»، أرسل بهاء الله العديد من الرسائل لملوك الأرض وحكامها يوصيهم فيها بالحكم بالعدل، ويدعوهم لاتباع الدين الجديد وأحكامه. وقد قام ابنه عباس الذي عُرف بلقب «عبد البهاء» على خدمته إلى حين وفاته في 29 مايو 1892م. وبقى ابنه عباس سجينًا هناك إلى سنة 1908م، ورغم إطلاق سراحه بعد ثورة تركيا الفتاة وسقوط السلطان العثماني استمرّ في العيش في مدينة حيفا في فلسطين إلى حين وفاته في سنة 1921م.
استمرت هذه الاضطهادات التي يحركها رجال الدين وتدعمها الحكومة الإيرانية لتشمل مؤسس، وأعلام، وأتباع الدين البهائي. وفي العصر الحالي، لا يزال هذا الاضطهاد مستمرًا في عددٍ من بلدان العالم الإسلامي وخصوصًا في إيران؛ حيث وضع الدستور الإيراني الذي تم صياغته خلال الثورة الدستورية الإيرانية في عام 1906م الأساس للاضطهاد المؤسسي للبهائيين. حُكم على أكثر من 200 بهائي بالإعدام منذ بداية الثورة الإسلامية في عام 1979م، وسُجن الكثير منهم في معتقلاتها بعد أن رفضوا إنكار عقيدتهم عندما أعطيوا الخيار بين ذلك وبين إطلاق سراحهم. كما تم الاستيلاءعلى العديد من المقابر البهائية وأماكن العبادة والأماكن المقدسة وتدميرها، ولم يعد بإمكان البهائيين الاحتفاظ بمراكزهم ووظائفهم الحكومية، ولا يُسمح لهم بدخول الجامعات، وحتى أنه لا يعترف بشرعية زواجهم أو وثائق التسجيل والولادة وغيرها.

## الباب

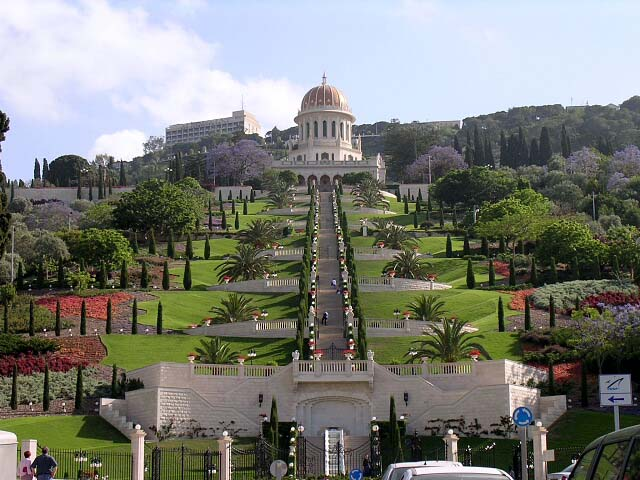
ضريح الباب في حيفا، إسرائيل

سيد علي محمد الشيرازي الملقب بـ الباب (1198-1229هـ، 1819-1850م)، نبيٌ شرقيٌ من سلالةٍ تنتمي للعترة النبوية، ظهر في القرن التاسع عشر. شَرَع الديانة البابية، وأحدثت تعاليمه ثورةً فكريةً بين رجال الدين وعامة الشعب. أحصى أتباعًا عديدةً خلال السنوات الست من رسالته – وهو في عمرٍ يناهز 25 إلى 31 عامًا - من مختلف الطبقات والأعراق ونقابات الشرق. أطلق على نفسه اسم المهدي الموعود، النبي الجديد والمبشر لدينٍ عالميٍ سيظهر من بعده بواسطة «من يُظهره الله»، والذي ذكره مرارًا وتكرارًا في أعماله وكتاباته وأشار إلى ظهوره قريبًا. من أهم ما قام به الباب في دورته القصيرة هو الإعلان عن بداية دورٍ جديدٍ للبشرية وتكامل الظهور التدريجي للرسالة الإلهية واستمراريتها، والنهوض بدور المرأة، والاهتمام بالتربية والتعليم. بعد أن ذاع صيته وازداد عدد أتباعه، قامت حكومة القاجار بترحيل الباب إلى أبعد مناطق إيران في أذربيجان، وحرض رجال الدين على اضطهاد وتعذيب وقتل أتباع الباب في جميع أنحاء إيران. وأخيرًا، بعد ست سنواتٍ من بدء النهضة البابية، وفي سن 31، تم إعدام الباب رميًا بالرصاص مع أحد أتباعه في مدينة تبريز. بعد أكثر من عقدٍ بقليلٍ من إعدام الباب، وقتل العديد من البابيين في إيران، آمن الغالبية العظمى من أتباعه بـ بهاءالله كما وعد به الباب بأنه «من يُظهره الله» وأصبحوا بهائيين. بهاءالله هو رسول وشارع ومؤسس الدين البهائي.

## بهاء الله

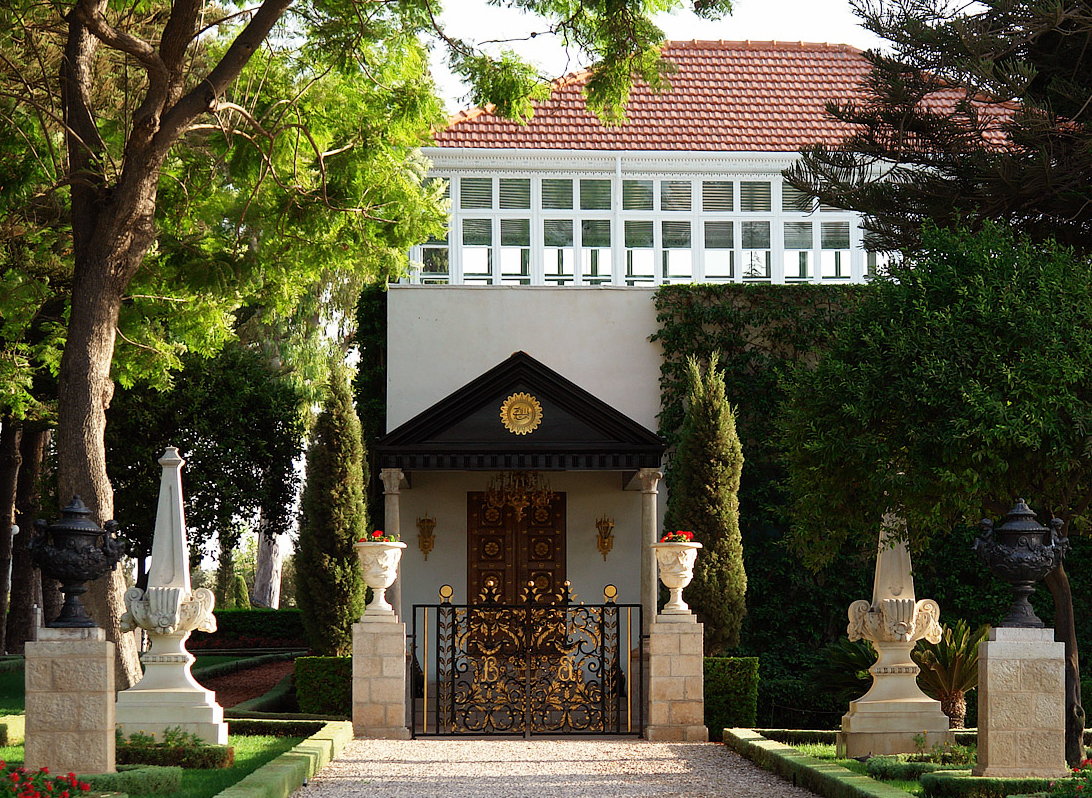
ضريح بهاء الله

ميرزا حسين علي النوري الملقب بـ بهاءالله (1196-1271هـ، 1817-1892م) هو شارع الديانة البهائية. آمن بالباب وهو في السابعة والعشرين من عمره، بعد استلامه رسالةً من قِبل الباب وصلته عن طريق الملا حسين البشروئي (المؤمن الأول بالباب)، فآمن بدين الباب وروّج له منذ ذلك الحين. أعلن بابيون بارزون استقلال الدين الجديد عن الإسلام بعد أربع سنواتٍ من بداية الديانة البابية في تجمّع بدشت. حيث لعب ميرزا حسين علي النوري دورًا محوريًا في هذا التجمع، ومنذ ذلك الحين عُرف باسم «بهاء الله» (أي مجد الله وإشراقه). بعد سنواتٍ قليلةٍ من هذا التجمع، أُعدم الباب، الذي كان مسجونًا في أذربيجان لعدة سنواتٍ، بالرصاص مع أحد أتباعه في تبريز. بعد ذلك، حرّضت الحكومة رجال الدين على اضطهاد وقتل البابيين أينما كانوا، مما أدى إلى قيام شابين بابيين باغتيال ناصر الدين شاه، حيث أصيب الشاه بجروحٍ سطحيةٍ فقط، وبأمرٍ من الشاه، تم تنفيذ مذبحةٍ ضخمةٍ للبابيين من جميع الطبقات والنقابات. نتيجةً لمحاولة اغتيال الشاه، وفي سنة 1852م، قُبض على بهاء الله وزُجّ به في سجن سياه جال (الحفرة السوداء) في طهران، وظل مقيدًا بالسلاسل لأربعة أشهرٍ. أُنزل عليه الوحي لأول مرةٍ وهو مسجونٌ في سياه جال، وأصبح على علمٍ برسالته. تعرّض منزله في تلك المرحلة للنهب والتدمير، وتدهورت أوضاع عائلته حيث انتقلوا إلى منطقةٍ نائيةٍ من العاصمة بعد أن كانوا يسكنون قصرًا. كان بهاءالله مريضًا جدًا بعد إطلاق سراحه من السجن ولم تكن لديه القوة البدنية الكافية للسفر لمسافاتٍ طويلةٍ، ولكنه أُمر بترك الوطن، وتم إجلاءه من إيران مع عائلته. غادر بهاء الله إيران متوجهًا إلى العراق في 12 يناير 1853م مع أسرته، بمرافقة مأمورين من الحكومة الإيرانية آنذاك.

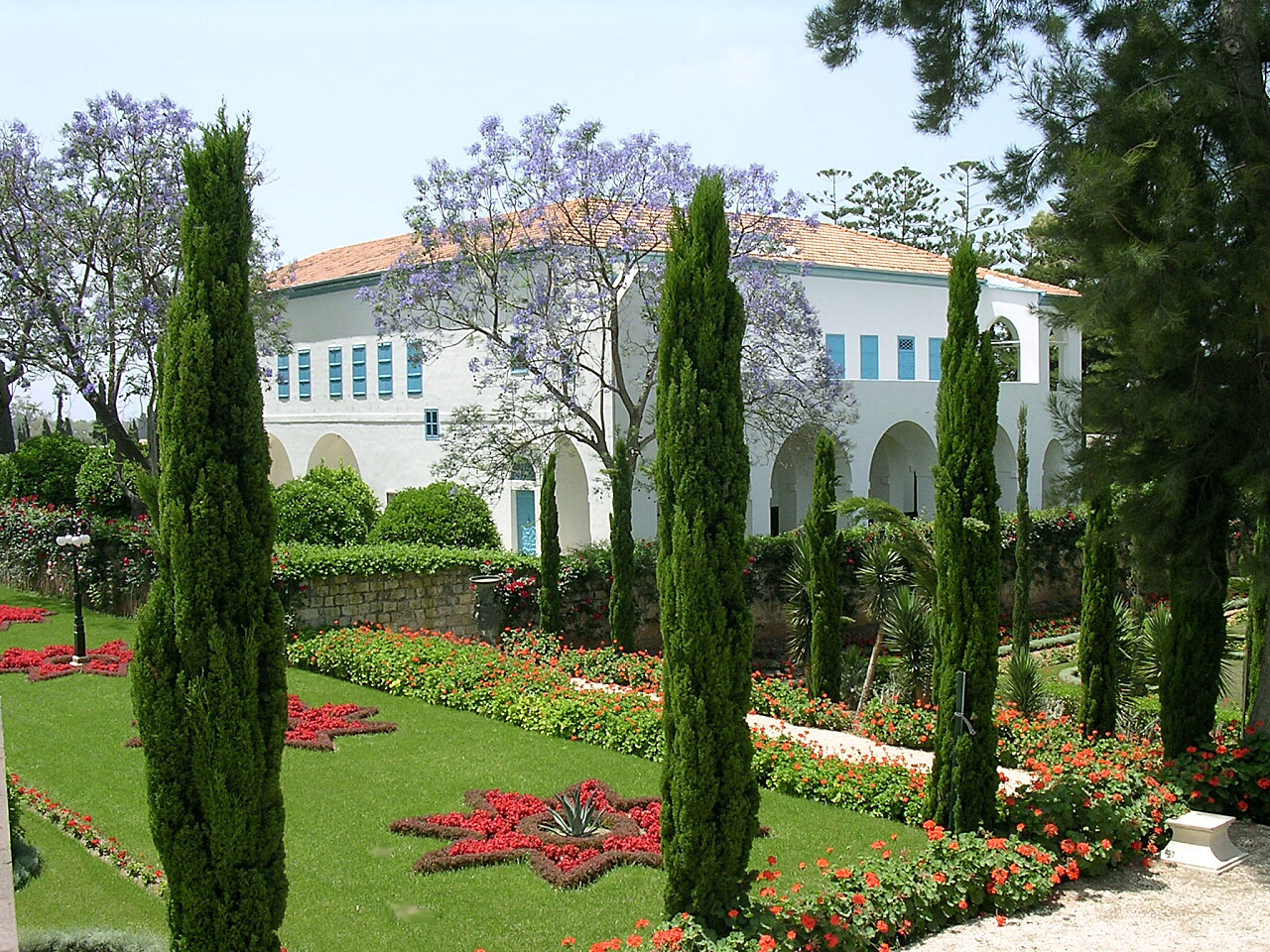
مدخل ضريح بهاء الله قرب قصر البهجة في ضواحي عكا

في ذلك الوقت، كانت العراق تحت حكم العثمانيين. وصلوا إلى بغداد في أوائل أبريل 1853م بعد رحلةٍ صعبةٍ دامت ثلاثة أشهرٍ، عبروا خلالها المناطق الجبلية في برد الشتاء مشيًا على الأقدام. في بغداد، أعاد إحياء المجتمع البابي المتشتت والمقموع بشدةٍ. نما عدد أتباعه بشكلٍ كبيرٍ، وحظي باحترامٍ وتقديرٍ عظيمين من قبل أتباعه وأهالي بغداد على السواء. فكان البابيون يتقاطرون على بغداد لزيارته وأخذ النصح والإرشاد منه، فتمكّن من أن يجدّد في البابيين فضائل الأخلاق، وأن يجعل من سلوكهم ما يتوافق مع تعاليم الباب، فعلّمهم شريعة المحبة والتسامح، وحضّهم على إطاعة الأحكام والالتزام بالقانون. وفي غضون فترةٍ قصيرةٍ اعترف به البابيون وكذلك السلطات الإيرانية والعثمانية كزعيمٍ بابيٍ بارزٍ. وخارج المجتمع البابي، حصل أيضًا على دعم وموافقة سكان بغداد والمسافرين الذين قدموا إلى المدينة، بمن فيهم مسؤولون عثمانيون وشخصياتٍ إيرانيةٍ بارزةٍ، وحتى رجال الدين السنّة ممن اعترفوا به كشخصيةٍ دينيةٍ مهمةٍ. من أهم آثاره وكتاباته في فترة إقامته في بغداد هي «الـكلمات المكنونة» و«كتاب الإيقان» و«الوديان السبعة».
أثار شهرة بهاءالله قلقًا لدى الحكومة الإيرانية، فضغطت على السلطات العثمانية لترحيل بهاءالله ورفاقه إلى مكانٍ بعيدٍ جدًا عن حدود إيران. وفي عام 1863م تم ترحيله وأتباعه إلى إسطنبول. في21 نيسان 1863م، وقبل مغادرتهم إلى إسطنبول، أقام بهاء الله وأتباعه لمدة اثني عشر يومًا في حديقة نجيب باشا في ضواحي بغداد، وفد عليه خلالها العديد من البابيين للاستماع إلى تعليماته وإرشاداته، وأعلن بهاء الله في تلك الأيام للحاضرين بأنه رسول الله والموعود الذي وعد الباب بمجيئه، ومنذ ذلك الكشف، أصبح أتباعه يعرفون بالبهائيين. واليوم، تُعرف هذه الأيام الإثنى عشر لدى البهائيين بأيام عيد الرضوان، وتُحتفل به عالميًا إحياءً لذكرى إعلان بهاءالله دعوته.
بعد أربعة أشهرٍ من السفر البري، وصل بهاءالله وأتباعه إلى إسطنبول. بعد قضاء حوالي ثلاثة أشهر ونصفٍ في إسطنبول، أمرت السلطات العثمانية بترحيل بهاءالله وأتباعه إلى أدرنة، بتحريضٍ من السفير الإيراني. أقام بهاء الله في أدرنة لمدة أربع سنواتٍ ونصف. وخلال إقامته في أدرنة أعلن علنًا عن رسالته. صُدر هذا الإعلان العام في شكل رسائل إلى بعض ملوك ورؤساء الدول آنذاك، تضمنت رسائل إلى نابليون الثالث ملك فرنسا، وبابا الكنيسة الكاثوليكية، وناصر الدين شاه ملك إيران، والسلطان عبد العزيز الخليفة العثماني، أعلن لهم فيها عن مقامه ورسالته، ودعاهم إلى نبذ الخلافات وإلى العمل من أجل وحدة العالم ومن أجل السلام.
وأثناء وجود بهاء الله في مدينة أدرنة، زاد الخلاف بينه وبين أخيه غير الشقيق الملقب بــ صبح أزل الذي كان يصرّ على زعامته للحركة البابية، وانتهى هذا الخلاف بدعوة بهاء الله العلنية في 1866م بأنه هو الذي بشّر الباب بقدومه بكنية «من يُظهره الله»، وهو موعود الظهورات التي سبقته. بعد ذلك وبتحريضٍ من الحكومة الإيرانية، نُفي بهاء الله وأتباعه مرةً أخرى بأمرٍ من الحكومة العثمانية إلى سجن عكا التابعة لفلسطين آنذاك. دخل بهاءالله وأتباعه سجن مدينة عكا في 31 أغسطس 1868م. كانت عكا في ذلك الوقت منفىً للسجناء السياسيين التابعين للحكومة العثمانية. وكانت أولى سنتين من السجن في عكا من أصعب السنوات، ومرض عددٌ من أتباع بهاءالله وتوفوا خلالها، وتوفي فيها أيضًا ابنه الأصغر ميرزا مهدي. في تلك الفترة، تابع بهاء الله كتابة الألواح والرسائل لبقية ملوك الأرض، منهم الملكة فكتوريا ملكة بريطانيا وألكسندر الثاني ملك روسيا والمكلة ماريا ملكة رومانيا. في عام 1870م، سُمِح لبهاءالله وأتباعه بمغادرة السجن، لكنهم كانوا لا يزالون يُعتبرون سجناء ولم يُسمح لهم بمغادرة عكا. عاش بهاء الله خلال سبع سنواتٍ في منازل مختلفةٍ في عكا، منها بيت عبود وبيت عبد الله باشا. في عام 1873م أنزل بهاء الله أهم كتبه، وهو الكتاب الأقدس، كتاب حدوده وأحكامه.
في عام 1877م سُمح لبهاءالله بمغادرة عكا، رغم أنه كان لا يزال سجينًا. وبعد قضاء أربعين عامًا في السجون، عاش لأول مرةٍ لمدة عامين تقريبًا في قصرٍ في شمال عكا يُدعى «قصر المزرعة»، ثم عاش في «قصر البهجة» من عام 1879م حتى وفاته عام 1892م. في آخر تسعة عشر عامًا من حياته، كتب بهاءالله أعمالًا مهمةً، بما في ذلك لوح الإشراقات، ولوح التجلیات، ولوح الطرازات، والتي شرح فيها المبادئ الأخلاقية والروحية للنظام العالمي، بما في ذلك سيادة القانون والطاعة للحكومة، وفصل الدين عن السياسة، واختيار مبدأ مشتركٍ للغةٍ وخطٍ عالميٍ، وتحريم الجهاد، وضرورة تعليم وتربية الأطفال، وتعزيز وحدة الجنس البشري، وتحقيق السلام العالمي.
توفي بهاءالله بحمىً خفيفةٍ في «قصر البهجة» في 29 مايو 1892 عن عمرٍ يناهز 75 عا ًا، ودُفن في باحة قصر البهجة. يُعتبر مكان دفن بهاءالله والمعروفة بـ «الروضة المباركة» من أقدس الأماكن للبهائيين في العالم. انتشر الدين البهائي أثناء حياة بهاء الله إلى كلٍ من مصر وسوريا والأناضول القوقاز وآسيا الوسطى والهند. واليوم، يقيم البهائيون – نسبةً إلى بهاء الله ودينه - في كل مكانٍ في العالم، وعددهم بالملايين.
كتب بهاء الله العديد من الكتب والرسائل (الألواح) والصلاة والأدعية طيلة حياته. تم التعرف على حوالي 15,000 أثرٍ مكتوبٍ عن بهاءالله. ومن بين أعماله العظيمة والمهمة كتاب الإيقان، والكتاب الأقدس، والكلمات المكنونة، والوديان السبعة، والوديان الأربعة، وجواهر الأسرار، وألواح الملوك والسلاطين. تمت ترجمة أعماله إلى أكثر من 800 لغةٍ في العالم ونُشرت حتى اليوم في أكثر من 200 دولةٍ.
أكدت كتابات بهاء الله مرارًا أن رسالته موجهةٌ إلى جميع البشر، وأن الغرض من تعاليمه هو إعادة بناء العالم والنهوض بالإنسانية جمعاء، وستفتح رسالته عهدًا جديدًا في تاريخ البشرية لتعيش في تناغمٍ وانسجامٍ وتعايشٍ. نادى بهاء الله صراحةً بمبدأ وحدة الجنس البشري، وحثّ رؤساء الدول على العمل معًا لحل النزاعات القائمة وتحقيق السلام، والحفاظ عليه من خلال خلق الأمن الجماعي. كما دعا إلى اعتماد لغةٍ وكتابةٍ دوليةٍ من أجل تحقيق مجتمعٍ عالميٍ موحدٍ، وتعزيز نظام التعليم العام والإلزامي، وإنشاء عملةٍ وقياسٍ واحدٍ. أكّد بهاء الله في تعالميه على نبذ التعصبات الدينية والعرقية وتجنب القومية المتطرفة. ذكر بهاء الله في كتاباته أن الرجل والمرأة متساويان عند الله ولا تفوّق لأحدهما على الآخر. دعى في تعاليمه بقوةٍ إلى تحرير المرأة، وحظر العديد من الممارسات التمييزية ضد المرأة؛ مثل الزواج المؤقت، أو الزواج القسري، وزواج الفتيات تحت سن الخامسة عشر، والطلقات الثلاث، كما أن تركيزه على تعليم الفتيات هو مثالٌ آخرٌ على دعمه لتحسين وضع المرأة.
وجّه بهاءالله البهائيين إلى أن خير تعريفٍ لرسالته هو التزامهم بحياةٍ صالحةٍ وسلوكهم سبل الأخلاق الحميدة والفضائل الأخلاقية كالصدق والنزاهة والثقة والصبر واللطف وكرم الضيافة والإخلاص والحلم والتسامح والعدل والإيمان والإنصاف. لقد شجع أتباعه على التعايش السلمي مع الديانات الأخرى بالألفة والمحبّة، كما حثّهم على أن يكونوا مواطنين مثاليين في بلدانهم، وأن يكونوا أمناء ومخلصين عاملين بما تمليه عليهم ضمائرهم تجاه حكوماتهم. كما حثّهم على عدم التسبب في العنف والفساد بأي شكلٍ من الأشكال، ونبذ التشدّد والتعصب والغطرسة والفتنة. كما شجّع على بذل الجهود لخدمة الإنسانية. حرّم بهاءالله جميع أشكال العنف الديني وخاصةً القتال باسم الدين، ووصف بالتفصيل دور الدين كرادعٍ للجريمة وكقوةٍ للحفاظ على النظام الاجتماعي. كما حرّم بهاء الله التنسك، والتسول، والرهبنة، وطلب الغفران من غير الله، وأكّد على ضرورة الانخراط في العمل والاشتغال بالحرف والمهن التي تعود بالنفع على المجتمع.

## عبد البهاء

صورة لـ عبد البهاء

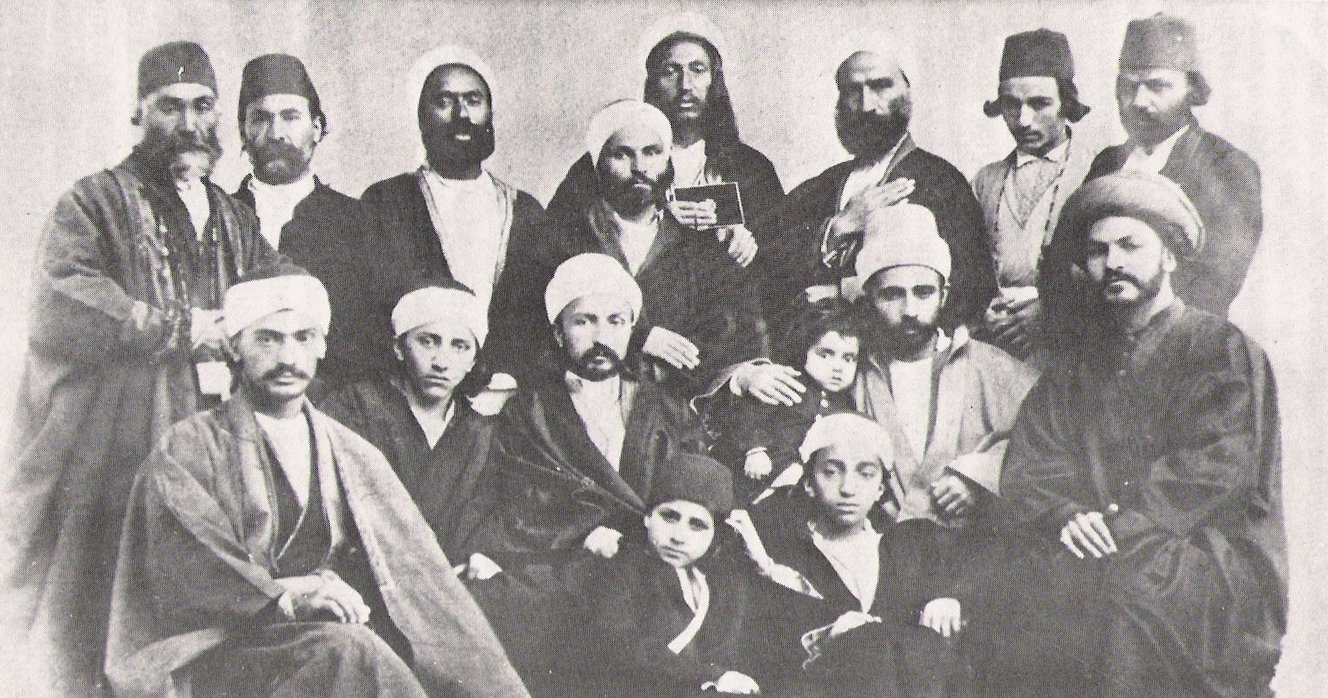
عبد البهاء في أدرنة مع إخوته ومرافقي بهاء الله.

عباس أفندي (1223-1300هـ، 1844-1921م)، الابن الأكبر لبهاءالله، والمعروف باسم عبد البهاء، هو الشخصية المركزية الثالثة في الديانة البهائية. عيّنه والده خليفةً له بعد وفاته، وكذلك هو الشخص المخوّل لتفسير وتبيين آثار بهاءالله، كما ذكر في الكتاب الأقدس وفي وصيته «كتابُ عهدي». تولى إدارة الجامعة البهائية في السنوات ما بين 1892 و 1921. يعتبر البهائيون عبد البهاء هو المفسّر الرسمي لكتابات وآثار بهاءالله، وهو المثل الأعلى لتعاليم بهاءالله، ومهندس النظام الإداري البديع الذي وضعه بهاءالله. كان دائمًا يصرّ على أن يتّخذ لنفسه مقام العبودية والخدمة، وخلال فترة إدارته للجامعة البهائية، تبنّى لقب عبد البهاء، وظل الجميع ينادونه بذلك حتى اليوم.
خلال فترة حياة بهاءالله، كان سكرتير والده وممثله في كثيرٍ من المجامع. قضى معظم حياته في السجن والنفي. تم نفيه إلى العراق مع والده عندما كان في التاسعة من عمره، وأخيراً في سن 64 (عام 1908) أُطلق سراحه من المنفى والسجن بعد أكثر من خمسة عقودٍ، مع إطلاق سراح جميع المعتقلين في الإمبراطورية العثمانية نتيجة ثورة تركيا الفتاة. بعد الإفراج عنه، سافر إلى مصر وأوروبا وأمريكا الشمالية لنشر وترويج تعاليم والده. لعبت رحلاته إلى الغرب التي دامت ثلاث سنواتٍ دورًا مهمًا في تأسيس مجتمعاتٍ بهائيةٍ في العالم، ونشر التعاليم البهائية عالميًا. في أمريكا الشمالية، سافر إلى حوالي 45 مدينة في الولايات المتحدة وكندا. خلال هذه الرحلة، ألقى حوالي 373 خطبةً، وألتقى بها مع ما مجموعه حوالي 93000 شخصًا. عُرف عبد البهاء في أوروبا والولايات المتحدة بـ «نبيّ السلام». وغالبًا ما كانت الصحافة تُشير إليه في ذلك الوقت باسم «النبي الإيراني». قابله في رحلته شخصياتٍ غربيةً بارزةً مثل ألكسندر جراهام بيل، مخترع الهاتف، والرئيس روزفلت، الرئيس السابق للولايات المتحدة، والأدميرال بيري، مكتشف القارة القطبية الجنوبية.
غالبًا ما شرح عبد البهاء في خطاباته في الغرب المعتقدات والمبادئ الأساسية للدين البهائي، بما في ذلك وجوب تحري الحقيقة بشكلٍ مستقلٍ وخالٍ من التحيز، وكيف أن الأديان جميعها مظاهر مختلفة لحقيقةٍ واحدةٍ، وضرورة انسجام الدين مع العلم والعقل، وأن الجنس البشري واحدٌ والجميع متساوون أمام الله، والتعصبات الدينية والسياسية والتحيزات القومية المدمّرة جميعها تستند إلى الجهل، ووجوب القضاء على الفقر المدقع والثروة المفرطة، ويجب أن يكون الجميع متساوون أمام القانون بحيث تسود العدالة في المجتمع، ويجب أن يكون الرجال والنساء متساوون في الحقوق، ووجوب تربية وتعليم جميع الأطفال. كما تناول عبد البهاء قضية السلام بكرّاتٍ عديدةٍ في خطاباته، محذرًا من أن الاضطرابات في البلقان يمكن أن تتصاعد إلى حربٍ من شأنها أن تجتاح أوروبا. وأعطى في أمريكا أهميةً خاصةً لقضية اختلاف العرق وشجّع الناس من أعراقٍ مختلفةٍ على البحث عن أرضيةٍ مشتركةٍ معًا وإيجاد التعاون فيما بينها. وشدّد على قضية الفقر حيث التقى في أمريكا وأوروبا بالعديد من الفقراء ووصّى على الواجب الاجتماعي للأغنياء تجاه الفقراء.
عاد عبد البهاء إلى حيفا عبر مصر في يونيو 1913 بعد رحلةٍ دامت ثلاث سنواتٍ إلى الغرب. في أقل من عامٍ، اندلعت الحرب العالمية الأولى في أغسطس 1914، ولم يكن من الممكن السفر مرةً أخرى. كان الأمر خطيرًا عليه وعلى من حوله، حيث تعرّض عبد البهاء للتهديد من قِبل الحاكم الجديد لسوريا، جمال باشا. منع عبد البهاء من وقوع كارثةٍ محليةٍ خلال الحرب العالمية الأولى عندما أمّن لأهالي الشام المؤؤنة الغذائية من المزارع البهائية الواقعة في الأردن. حصل من الحكم البريطاني في فلسطين على لقب «السير» في 27 أبريل 1920، تقديرًا لجهوده الإنسانية خلال الحرب العالمية الأولى. اهتم عبد البهاء بإدارة شؤون الجامعة البهائية في سنوات ما بعد الحرب العالمية الأولى. بالإضافة إلى كونه شخصيةً محليةً بارزةً في ذلك الوقت، عُرف أيضًا بقائدٍ لديانةٍ عالميةٍ.
تُوفي عبد البهاء في 28 نوفمبر 1921 في حيفا عن عمرٍ يناهز 77 عامًا.

## شوقي أفندي رباني

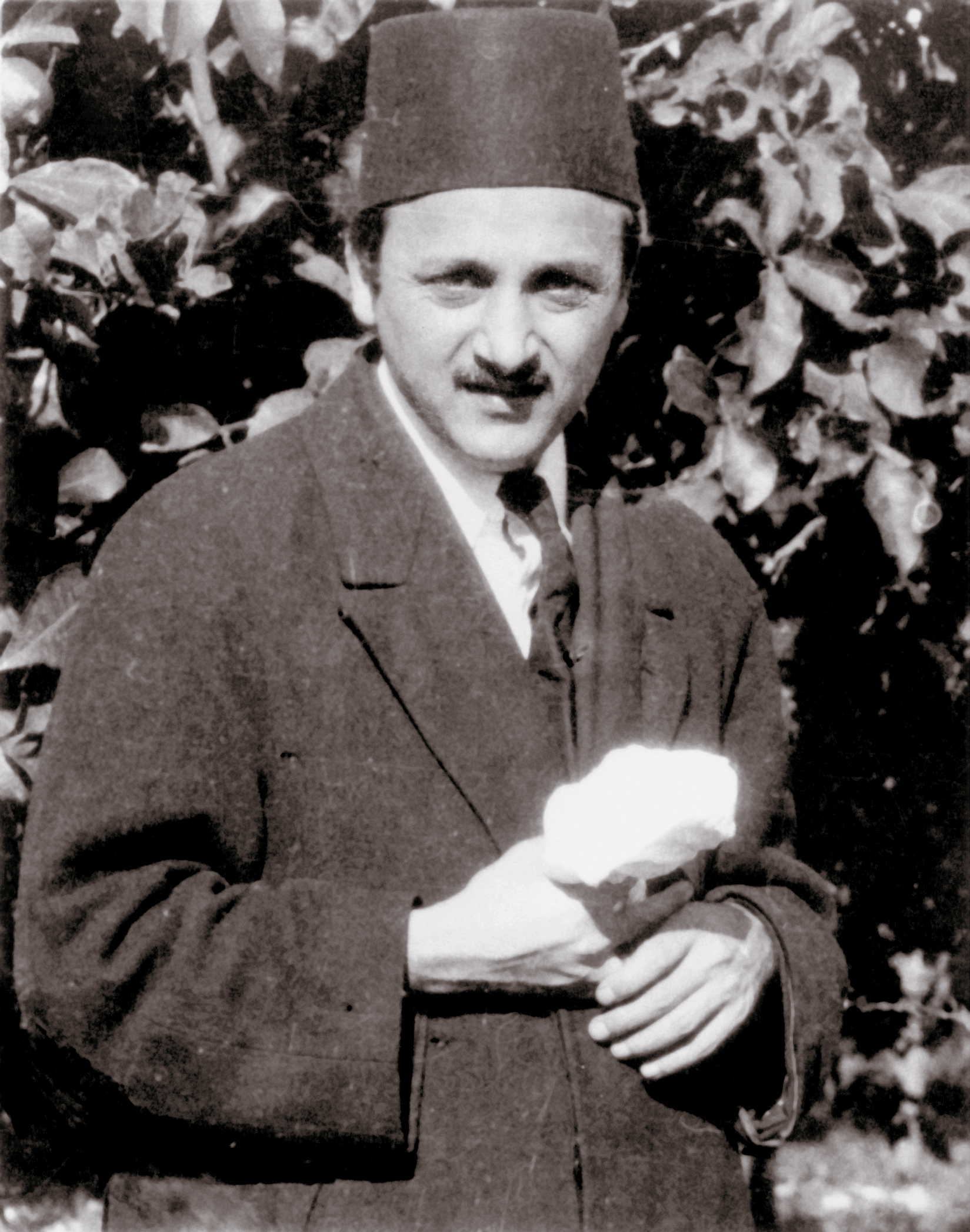
شوقي أفندي

شوقي أفندي رباني (1276-1336هـ، 1897-1957م)، المعروف أيضًا باسم شوقي أفندي، قام بإدارة أمور الجامعة البهائية في العالم لمدة 36 عامًا، طوّر خلالها النظام الإداري البهائي العالمي. هو حفيد عبد البهاء، ووفقًا لوصية عبد البهاء في ألواح الوصايا، تولّى إدارة شؤون البهائيين بعد وفاة عبد البهاء منذ 28 نوفمبر 1921 حتى وفاته عام 1957، ولُقب منذ ذلك الحين بـ ولي أمر الله.
تولّى ولي الأمر الشاب مسؤوليته في أعقاب الحرب العالمية الأولى في ظروفٍ مضطربةٍ. من أهم إنجازاته تأسيس النظام الإداري البهائي بناءً على ألواح الوصايا لعبد البهاء، والتي وصفها عبد البهاء بنفسه بأنه «ميثاق النظام الإداري البهائي». وبعد دراسةٍ دقيقةٍ لكتابات بهاء الله وعبد البهاء بخصوص تأسيس المؤسسات البهائية، أحدث طرقًا لإنشاء وتأسيس المؤسسات الإدارية البهائية.
في موازاة ذلك، قام شوقي أفندي بترجمة كتابات بهاءالله من الفارسية والعربية إلى اللغة الإنجليزية، ووضع نموذجًا للآخرين للترجمة مستقبلاً. قام أيضًا بتلخيص وترجمة كتاب «تاريخ النبيل» الذي يعتبر من الكتب التاريخية المهمة للبهائيين، حيث دوّن الكتاب نبيل الزرندي الذي كان مرافقًا لبهاءالله ومعاصرًا له، وهو كتابٌ مرتبطٌ بتاريخ السنوات الأولى للدين البهائي، سمّى شوقي أفندي تلخيصه لكتاب «تاريخ النبيل» بكتاب «مطالع الأنوار». كما قام أيضًا بشكلٍ مستقلٍ بتدوين تاريخ الدين البهائي بدقةٍ ومنهجيةٍ في أربعة مجلداتٍ تحت عنوان "God Passes By" والذي تُرجم إلى «القرن البديع».
نفذ شوقي أفندي برامج لنشر وترويج الدين البهائي في جميع أنحاء العالم، وأرسل شخصيًا العديد من الرسائل إلى البهائيين في العالم يدعوهم إلى أداء واجباتهم وتقديم خدماتهم بإخلاصٍ لمجتمعاتهم. كما قام بتخطيط نقاط الهجرة حول العالم وتشجيع المهاجرين لترك أوطانهم وتعمير البلدان. خلال هذه السنوات، زاد عدد الدول التي وصلت إليها رسالة بهاءالله من 35 إلى 219. قام أيضًا بتوسيع المركز البهائي العالمي في مدينة حيفا وشراء الأراضي والحدائق حول مقام الباب وتصميمها وتنفيذها. قام ببناء قبةٍ جميلةٍ على مرقد الباب، المعروف بـ «المقام الأعلى»، ورتّب أيضًا حدائق فريدةٍ حول مرقد بهاء الله خارج مدينة عكا، والمعروف باسم "الروضة المباركة". قام بتجهيز مبنى «دار الأثار» الذي يضم جميع آثار وكتابات الباب وبهاء الله الأصلية. وقد تم اتخاذ كل هذه الإجراءات لتوفير فضاءٍ روحانيٍ مناسبٍ للمركز الإداري والروحاني للجامعة البهائية العالمية. خلال هذه السنوات، ركز اهتمامه على بناء المؤسسات المحلية والمركزية وشرح مبادئ انتخابات المحافل الروحانية في المجتمعات البهائية في جميع أنحاء العالم. بالنسبة لمجتمعٍ لا يحتوي على كهنةٍ ورجال دينٍ، فإن هذه المؤسسات المنتخبة ديمقراطيًا تُعتبر أساس الوحدة والتقدم والاستدامة. سعى شوقي أفندي إلى تنمية المجتمعات البهائية الوليدة إلى المستوى الذي أصبحت فيه المؤسسات الإدارية قادرةً على تشكيل بيت العدل الأعظم مستقبلاً. بيت العدل الأعظم هو المؤسسة التي تولت إدارة شؤون الجامعة البهائية عالميًا منذ وفاة شوقي أفندي، وستستمر في إدارة وتنظيم شؤون البهائيين حول العالم.

## بيت العدل الأعظم
بعد وفاة شوقي أفندي في سنة 1957م، دون أن يترك وصيةً أو نجلاً، انتقلت إدارة الشؤون البهائية إلى الإدارة البهائية العالمية المتمثلة في بيت العدل الأعظم. وضع حضرة بهاء الله مقومات تأسيس بيت العدل الأعظم في الكتاب الأقدس، لحفظ وحدة العالم البهائي. انتُخبت هذه الهيئة العليا للدين البهائي لأول مرةٍ سنة 1963م من قِبَل 56 محفلًا روحانيًا مركزيًا حول العالم. باشر بيت العدل الأعظم أعماله بمتابعة تحكيم المجتمع البهائي العالمي وحفظ وحدته واستمرار تقدمه كما خطّط له شوقي أفندي. وقام البهائيون بالحفاظ على الميثاق الذي شرعه بهاء الله بنظامه الإداري، والذي طور مفاهيمه عبد البهاء وكذلك من بعده شوقي أفندي، وعلى هذه الأسس تم إنشاء النظم الإداري البهائي.
يُعد بيت العدل الأعظم هيئة منتخبة لإدارة شؤون الجامعة البهائية على النطاق العالمي، وهي أعلى هيئة إدارية للدين البهائي. قام النظام الإداري البهائي على أساسٍ يختلف عن الأنظمة الدينية والإدارية الأخرى؛ فلا يوجد في الدين البهائي رجال دينٍ أو كهنةٍ أو قساوسة. وفي بنية المجتمع البهائي، تُناط إدارة وتنظيم شؤون البهائيين إلى المجالس المنتخبة والتي يرأسها بيت العدل الأعظم، وليس الأفراد. يتألف بيت العدل الأعظم من تسعة أعضاءٍ، يتم انتخابهم كل خمس سنواتٍ في مؤتمرٍ عالميٍ يُعقد خلال فترة الرضوان من قِبل أعضاء المحافل الروحانية المركزية حول العالم، ويجري الاقتراع بدون ترشيحٍ أو حملاتٍ دعاية. ويمكن اختيار أي فردٍ من بين الرجال البهائيين بالعالم، بغضّ النظر عن العرق، أو الجنسية، أو الحالة الاجتماعية والاقتصادية للفرد المُنتَخب. ولقد اشترك في مؤتمرٍ انتخابيٍ عُقد في عام 2003م الناخبون الوكلاء الذين مثّلوا أكثر من مئة وثمانٍ وسبعين جامعةً من الجامعات البهائية. ويعتبر البهائيون بيت العدل الأعظم المرجع الأعلى لجميع المؤسسات والأفراد البهائيين في العالم إداريًا وروحيًا.
قام بيت العدل الأعظم في عام 1972م بوضع "ميثاق الأمانة" وهو النظام الأساسي الذي شرح فيه وظائفه ومسؤولياته ونطاق عمله. ويمكن تلخيص هذه الواجبات والمسؤوليات على النحو التالي: إدارة شؤون المجتمع البهائي عالميًا، وتوجيه وتنظيم وتنسيق الأنشطة البهائية في جميع أنحاء العالم، وحماية النصوص والآثار البهائية، وحماية الجامعة البهائية من الاضطهاد والقمع؛ ونشر تعاليم بهاءالله، وتوسيع وتقوية النظام الإداري البهائي؛ وتعزيز الصفات الروحية في المجتمع البهائي، وترويج السلام بين الأمم؛ وتنفيذ أو إلغاء أو تغيير تلك الأوامر والأحكام غير المنصوصة عليها صراحةً من قِبل بهاءالله، وضمان حقوق الأفراد وحرياتهم وإقداماتهم؛ وتطبيق أصول وأحكام الدين البهائي. ويدعو بهاء الله بيت العدل الأعظم لكي يسعى لإحلال السلام الدائم بين أمم العالم ودُوَله، وتربية العباد، وازدهار الحضارة الإنسانية. ويقوم بيت العدل الأعظم بتنظيم حملاتٍ وتنفيذ مبادراتٍ مختلفةٍ للدعوة للسلام العالمي، وتطوير المشاريع التي تدعم التعليم، وحقوق الإنسان، و تحسين أوضاع المرأة، ومشاريع التنمية الاجتماعية والاقتصادية.
يُعتبر بيت العدل الأعظم من قِبَل البهائيين هيئةً معصومةً ومؤيدةً من قِبَل الله، أُذِن لها بالتّشريع فيما ليس مذكورًا في كتب بهاء الله وألواحه أو في كتابات عبد البهاء. وطبقاً للنص الواضح من قبل كلّ من بهاء الله وعبد البهاء، فإنَّ لتشريعات بيت العدل الأعظم لدى البهائيين السلطة ذاتها التي تتمتع بها النصوص المقدسة. والفارق هنا، أنَّ بيت العدل الأعظم يحقّ له تغيير أو نسخ أيٍّ من تشريعاته هو حسب تطور الجامعة البهائية أو حسب ما يستجدّ من الظروف، ولكنه لا يملك الحق في تغيير أو نسخ أيٍّ من الأحكام والشرائع التي أنزلها بهاء الله. ويتم اتخاذ كل القرارات بالإجماع في جوٍ من المشورة الهادئة والهادفة، فإن تعذّر فبأكثرية الآراء. وكذلك ليس لـ أعضاء بيت العدل الأعظم (كأفرادٍ) أية صلاحياتٍ خاصةٍ أو رتبةٍ دينيةٍ.
يقع مقرّ بيت العدل الأعظم على سفح جبل الكرمل في ميناء حيفا، والذي تم اختياره لهذا الغرض من قبل بهاءالله عام 1890م، حسب ما ورد في «لوح الكرمل». أصبح هذا الموقع، حسب إرشادات بهاء الله، مقرًا لبيت العدل الأعظم، ومركزًا للدين البهائي.

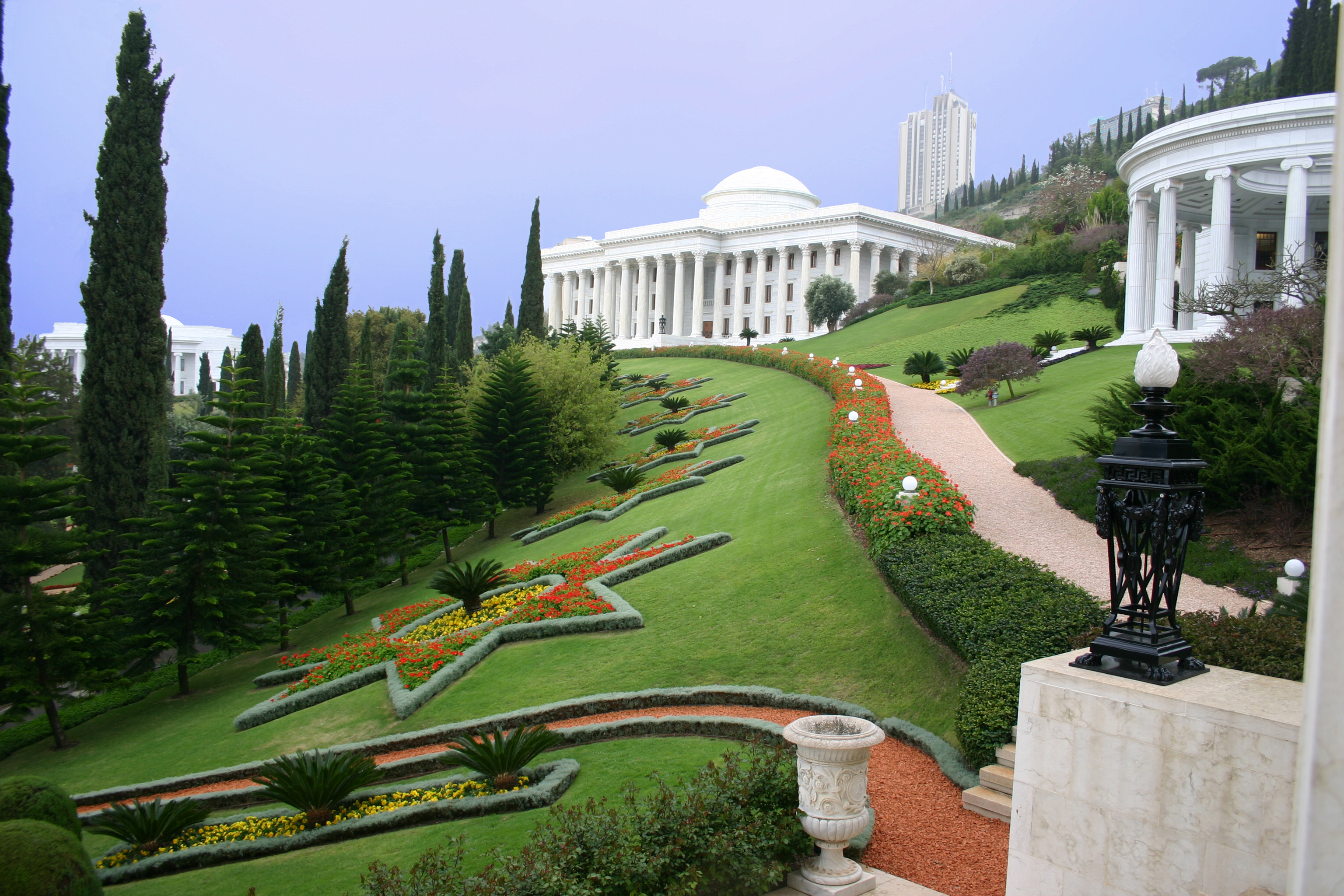
بناية بيت العدل الأعظم على سفح جبل الكرمل في حيفا بإسرائيل.

## وصلات خارجية
- البهائية - من التاريخ البهائي
- موقع الإسلام والدين البهائي (عربي وإنكليزي)